# Districtul Cho-airong
Cho-airong (în thailandeză เจาะไอร้อง) este un district (Amphoe) din provincia Narathiwat, Thailanda, cu o populație de 35.989 de locuitori și o suprafață de 162,7232 km².